# Stephen Kiprotich
Stephen Kiprotich (* 27. února 1989) je ugandský atlet, běžec na dlouhé tratě, olympijský vítěz v maratonu z roku 2012.
Na mezinárodních závodech debutoval v roce 2006 na mistrovství světa v přespolním běhu. První větší individuální úspěch zaznamenal na Mistrovství světa v atletice 2011 v jihokorejském Tegu, kde skončil v maratonu na devátém místě. Jeho dosavadním největším úspěchem je zlatá olympijská medaile v maratonu, kterou vybojoval na Letních olympijských hrách 2012 v Londýně. Pro svoji zemi získal teprve druhé olympijské zlato v celé historii. Před ním totéž dokázal jen John Akii-Bua, který na olympiádě v Mnichově v roce 1972 triumfoval v běhu na 400 metrů překážek.

## Osobní rekordy
- 5 000 m – 13:23,70 – 24. května 2008, Hengelo
- 10 000 m – 27:58,03 – 25. června 2010, Birmingham
- maraton – 2.07:20 – 17. dubna 2011, Enschede - (národní rekord Ugandy)